# Радек Матула
Радек Матула (чеськ. Radek Matula, нар. 17 лютого 1964) — чеський державний і політичний діяч, дипломат. Надзвичайний і Повноважний Посол Чеської Республіки в Україні.

## Біографія
Народився 17 лютого 1964 року. З 1993 року на дипломатичні службі в Міністерстві закордонних справ Чеської Республіки, на посаді референта Третього територіального департаменту (СНД і Балкани).
У 1994—1998 роках — перебував у закордонному відрядженні в посольстві в Москві на посаді другого, а згодом першого секретаря посольства (політичний відділ).
У 1998—2001 роках — обіймав посаду заступника директора Департаменту східної Європи Міністерства закордонних справ Чеської Республіки (у період із серпня 1999 року до липня 2000 року виконував обов'язки директора департаменту).
У 2001—2006 роках — працював у Російській Федерації на посаді заступника посла з дипломатичним рангом радник-посланник.
У 2006—2008 роках — працював у Міністерстві закордонних справ Чеської Республіки на посаді керівника східно-європейського відділу Департаменту південно-східної та східної Європи, згодом у Департаменті північної і східної Європи.
З липня 2008 року по січень 2014 року — обіймав посаду Надзвичайного і Повноважного Посла Чеської Республіки в Азербайджанській Республіці.
З січня 2014 року — керівник відділу країн західної і північної Європи Департаменту північної і східної Європи МЗС Чехії.
З січня 2015 року — заступник директора Департаменту північної і східної Європи МЗС Чехії.
З січня 2017 року — по 2023 рік Надзвичайний і Повноважний Посол Чеської Республіки в Києві (Україна).